# Moritzburger Platz

Pieschen, Bürgerstraße 1905

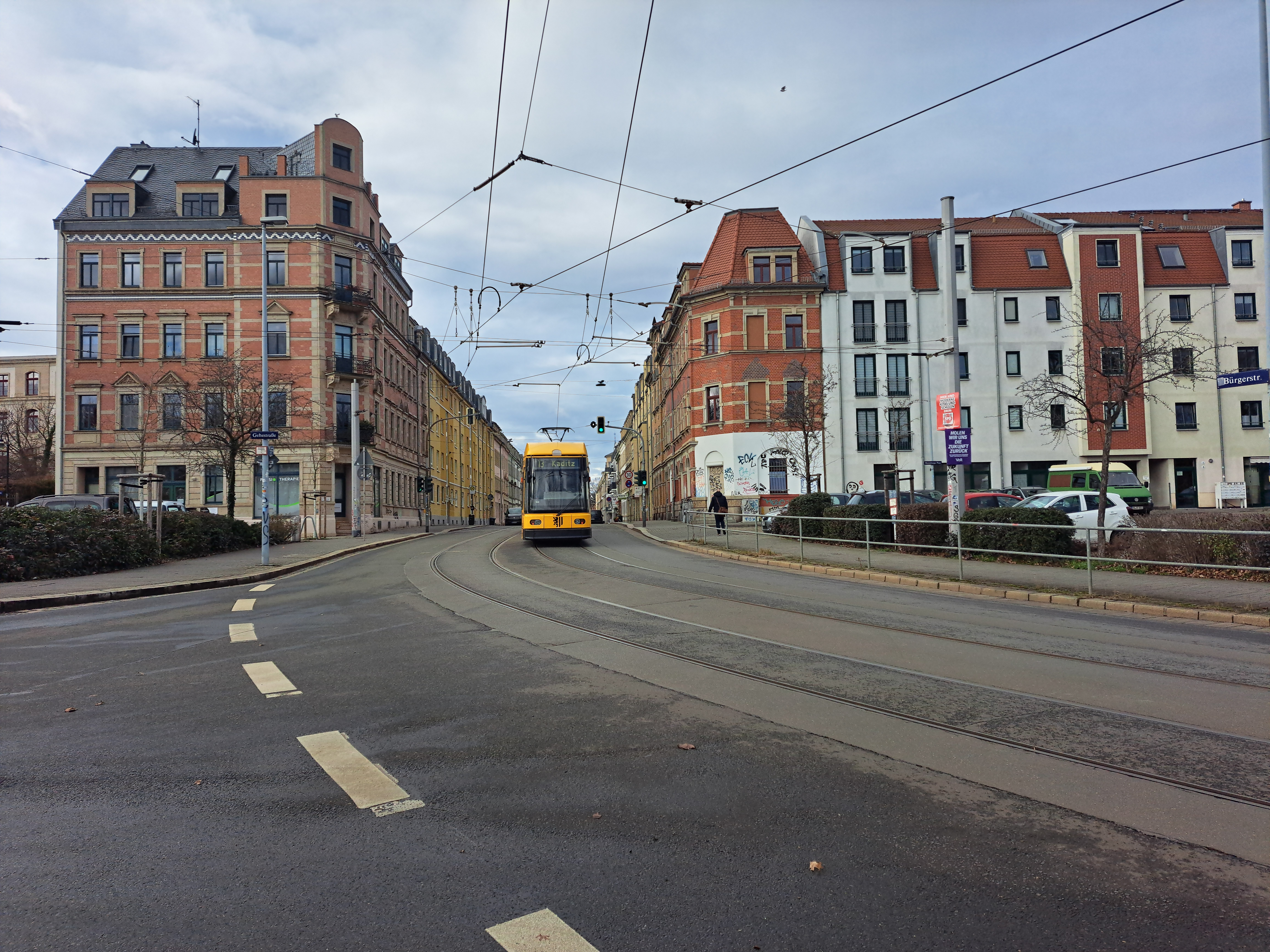
Moritzburger Platz 2025

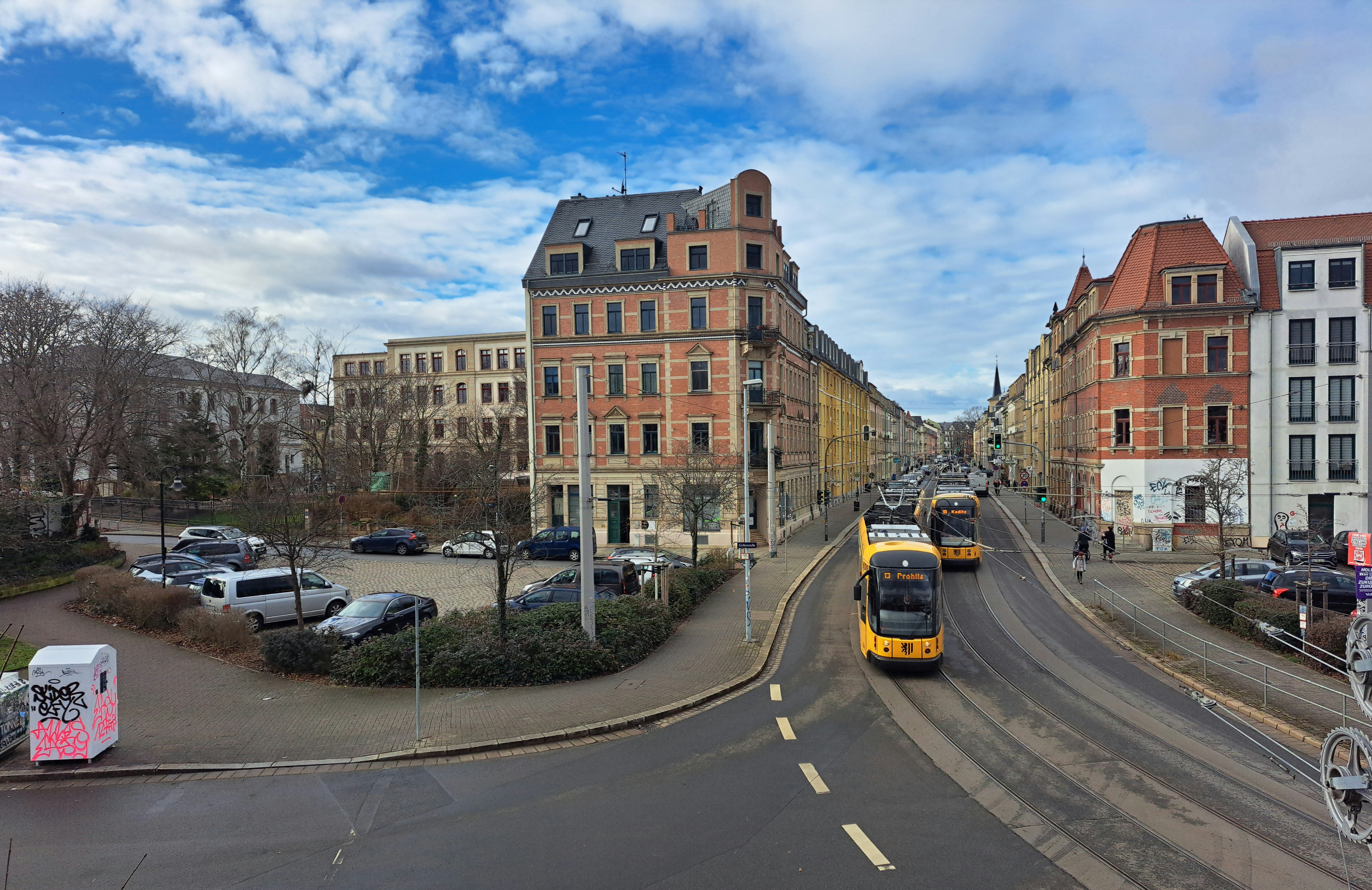
Moritzburger Platz 2025

Der Moritzburger Platz befindet sich im Dresdner Stadtteil Pieschen an der Eisenbahnbrücke Harkortstraße. Die Bürgerstraße beginnt an der Brücke und durchquert den Platz, wie auch die Gehestraße. Die Moritzburger Straße ist seit der Neugestaltung unterbrochen.

## Geschichte
Der Moritzburger Platz in Pieschen ist aus der Moritzburger Straße mit dem Bau der Gleisanlagen der Leipzig-Dresdner Eisenbahn entstanden. Bis zur Umgestaltung der Gleisanlagen im Jahre 1898 überquerte die Moritzburger Straße den Bahndamm über eine Brücke. Mit dem Bau des neuen Eisenbahndammes und der Eisenbahnbrücke Harkortstraße endet die Moritzburger Straße und es entstand der Moritzburger Platz. Den Namen erhielt der Platz nach der Moritzburger Straße. Die Bebauung besteht aus Mietshäusern und auf der anderen Seite mit den Bahnanlagen. Im Jahr 1945 wurden mehrere Gebäude durch die Bombenangriffe 1945 total zerstört und wurden erst nach 1990 wieder aufgebaut. Die Gebäude Moritzburger Platz 3 und 13 wurden entrümmert und sind brache Freiflächen, derzeit gärtnerisch genutzt. Am Moritzburger Platz befinden sich drei Denkmalobjekte, das Eckhaus Bürgerstraße 2 und die Mietshäuser Nummer 5 und 11. Das Gebäude Moritzburger Platz 5, Mietshaus in Ecklage und halboffener Bebauung mit Laden, Teil eines spätgründerzeitlichen Straßenzuges mit zeittypischer Klinkerfassade, späterer Kacheldekor, platzbildprägend, baugeschichtlich und stadtentwicklungsgeschichtlich bedeutend, um 1890 erbaut. Das Gebäude Moritzburger Platz 11, Mietshaus in halboffener Bebauung ist ein historisierendes Gebäude aus dem Ende des 19. Jahrhunderts mit zeittypischer Klinker-Fassade, baugeschichtlich bedeutend, um 1890 erbaut. Und das Eckhaus Bürgerstraße 2 ist ein Mietshaus in Ecklage und geschlossener Bebauung platzbildprägender Bau mit historisierender Klinkerfassade, baugeschichtlich bedeutend, um 1900 erbaut. Des Weiteren entstanden im Jahr 2014 seitlich des Moritzburger Platzes parallel zum Bahndamm weitere Wohngebäude, Moritzburger Platz 13 bis 21. Zur Verkehrsberuhigung wurde bei Sanierungsmaßnahmen die Moritzburger Straße vor der Einmündung in die Bürgerstraße beziehungsweise Moritzburger Platz unterbrochen und ist seitdem nur für Fußgänger passierbar.

## Baumbestand vom Moritzburger Platz
Es erfolgten umfangreiche Baumbepflanzungen entlang der Fußwege. Durch die Umgestaltung der Straße wurden einige neue Baumpflanzungen getätigt. Die besonderen Wuchsformen, Ausprägungen und Verwachsungen unterschiedlichster Bäume und Gehölzen prägen die Osterbergstraße.
Der Baumbestand besteht aus folgenden dendrologischen Gehölzen:
- Acer buergerianum (Dreizahn-Ahorn)
- Crataegus x media 'Paul's Scarlet' (Rotdorn)
- Quercus palustris (Sumpf-Eiche)
- Acer platanoides (Spitz-Ahorn)[3]